# Бітумна черепиця

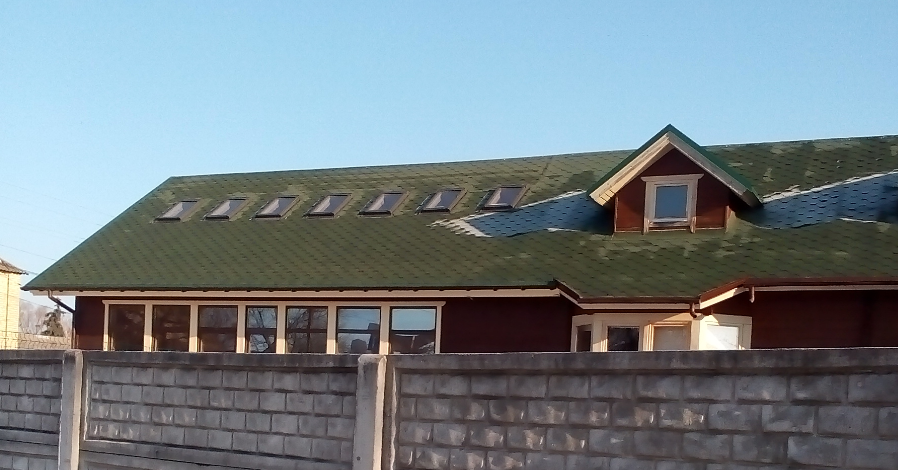
Улаштування покрівлі даху за допомогою бітумної черепиці.

Бітумна або гнучка черепиця, м'яка покрівля — матеріал на бітумній основі, який застосовується для покриття дахів. Одним з головних переваг бітумної черепиці є гнучкість. Ця властивість бітумної черепиці дозволяє зводити покрівлі різного рівня складності, не витрачаючи при цьому занадто багато коштів і зусиль.

## Технологія виготовлення
Бітумна черепиця виготовляється з міцного склополотна, що надає матеріалу високу міцність, просоченого модифікованим бітумом, в який наноситься кам'яна крихта (базальтовий гранулят). Це забезпечує покрівельному покриттю захист від механічних пошкоджень і несприятливого впливу ультрафіолетових променів.
Гнучка черепиця має велике різноманіття забарвлень.
Така технологія виробництва робить бітумну черепицю пластичною, міцною, стійкою до деформації, що вигідно відрізняє її від інших видів покриттів.

## Переваги
- Стійкість до корозії,
- неможливість подряпати або розбити при транспортуванні і монтажі, як натуральну черепицю,
- шумоізолюючі властивості[3],
- низька теплопровідність,
- пожежобезпечна,
- не схильна до гниття та вигоряння,
- стійка до різких перепадів температур і агресивних дій навколишнього середовища,
- має велике розмаїття форм і забарвлень,
- практично безвідходна, навіть при монтажі найскладніших покрівель, отже, економна
- не потребує додаткових снігоуловлюючих пристроїв для запобігання надшвидкого зсуву снігу при таненні (як металочерепиця)
- в порівнянні з керамічною чи азбестоцементною черепицею, набагато легша, що спрощує її застосування в процесі монтажу

## Порядок монтажу
На кожному упакувванні бітумної черепиці (чи на аркуші всередині упакування) виробник поміщає коротку інструкцію з монтажу. Загалом, основні етапи при монтажі різних торгових марок повторюються. Матеріал нижче — не переписана інструкція, а опис основних процесів.

### Підготовка до роботи

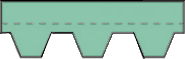
Бітумна Черепиця 1 лист. Приклад

- Бітумна черепиця йде листами певної однакової форми, при цьому в пачці пакується матеріалів на перекриття 3 м.кв. покрівлі.
- Кожен лист черепиці змащено бітумним розчином, який прикритий захисною плівкою. Знімається така плівка безпосередньо перед монтажем. Оскільки бітумний розчин сильно нагрівається на сонці, не рекомендується тримати під прямою дією сонячних променів занадто багато матеріалу. Від цього листи «склеюються» між собою і можуть псуватися, коли їх роз'єднують.
- На лати набивають рейки: вертикальні по 50 см (щоб уникнути прогину плит OSB) і горизонтальні через 65,5 см[4]
- Товщина плит OSB підбирається виходячи з кроку обрешітки і приведено в таблиці.

| Крок рештування | ОСП-3 | Вологостійка фанера | Доски |
| 300 мм          | 10 мм | 9 мм                |       |
| 600 мм          | 12 мм | 12 мм               | 20 мм |
| 900 мм          | 18 мм | 18 мм               | 23 мм |
| 1200 мм         | 21 мм | 21 мм               | 30 мм |
| 1500 мм         | 27 мм | 27 мм               | 37 мм |

- Всі краї окремих шматків ОСБ, прикручені саморізами, ретельно промащують бітумним розчином на 5-10 см по всім швам. На 30 см всі краї кожного з елементів даху (основні схили, додаткові дашки чи схили таких дашків над вікнами, дверями, ін.) проклеюються додатковим шаром бітумних матеріалів (різновиди єврорубероїду, як Бікроеласт, тощо), особливо ретельно проклеюються коньки та ендові (єндова чи ендова укр. Розжолобок — зовнішні і внутрішні кути на стиках площин). Знизу по схилу набивають крапельники, по схилам вітрові планки із жерсті.

### Монтаж бітумної черепиці
Монтаж покрівлі із гнучкої черепиці здійснюється знизу-вгору із контролем горизонтального рівня. Для прикладу наводиться монтаж із листами форми, зображеної на малюнку.
- Монтаж починається з установки покрівельних планок (карнизної то торцевої)

- Спочатку прибивається 1 шар спеціальною смугою. Оскільки перед початком монтажу важко розрахувати потребу в такій смузі, а коштує вона не дешево, для улаштування 1 шару просто перевертають стандартні листи, які після набиття дають суцільну горизонтальну смугу по краю крапельника.

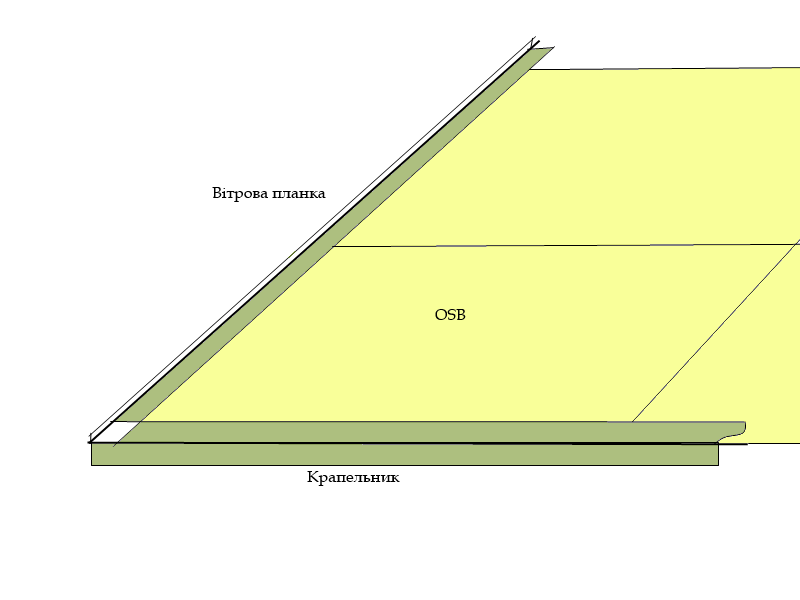
Початок монтажу.

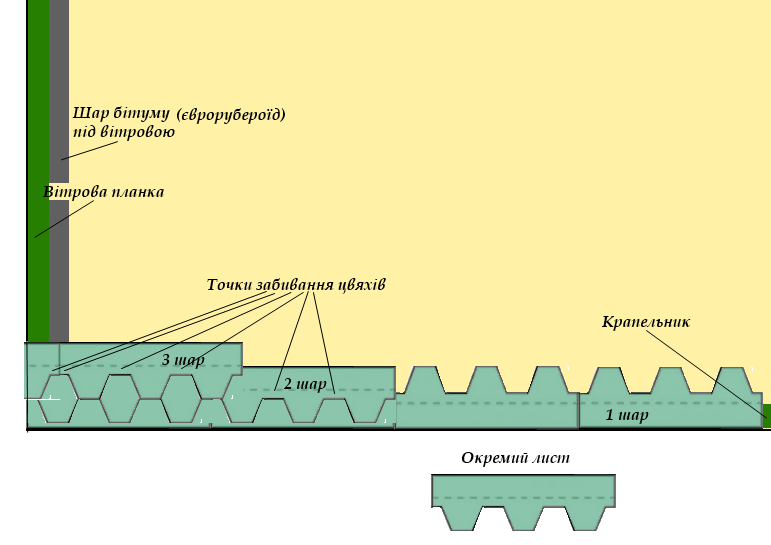
Набивання трьох перших шарів.

- 2 шар набивається цвяхами в точках, показаних на малюнку. 3 шар набивається із зміщенням «на дзьоб», різниця підрізається із цілого листа.
- Після завершення робіт маємо картину, як на фото.

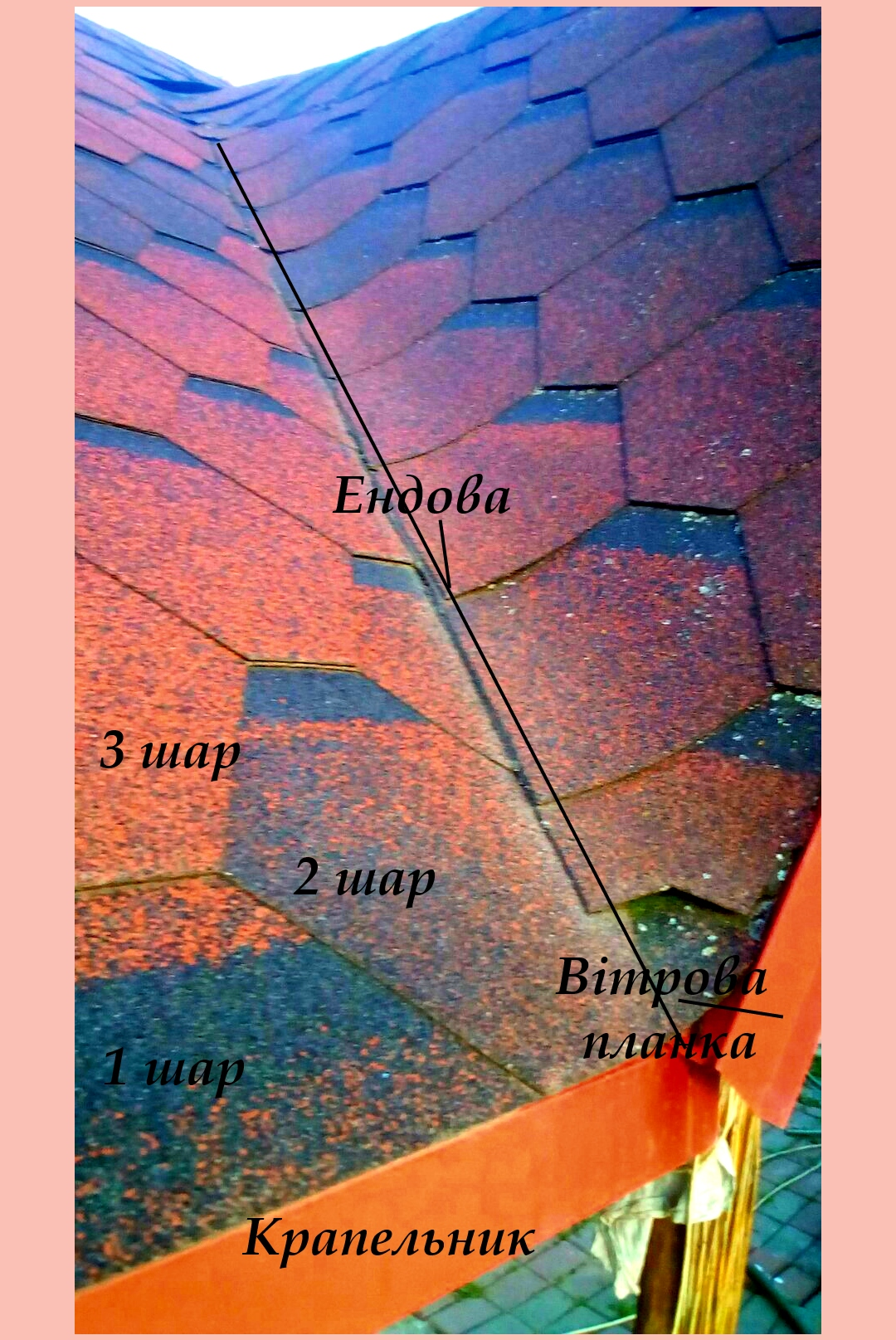
Результат роботи. Підписані окремі елементи покрівлі.

- Якщо замовник не бажає купувати конькову (верхню) смугу, коньок влаштовується набиванням шматочків листів, розрізаних на три частини, так само знизу-вгору (частину видно на фото).

## Виробники:

### OWENS CORNING (США)
Компанія Owens Corning (США)  Бітумна черепиця і комплектування   Owens Corning (Овенс Корнінг), що поставляються в Україну, виробляються тільки в США на сучасному обладнанні, є високоякісним і технологічним продуктом.  Гонт бітумної черепиці виробляється на основі надміцного скловолокна, просоченого окисленим бітумом, який зверху покритий кам'яної (базальтовою) посипкою.Сам склополотно Fiberglas® виробляється безпосередньо компанією Owens Corning-світовим лідером в області виробництва скловолокна! Бітумна черепиця представляється в багатому асортименті моделей і забарвлень, що дає можливість підібрати покрівлю під будь-які вподобання. Всі моделі бітумної покрівлі мають антигрибкове покриття (AR), на яке надається письмова гарантія! На бітумну черепицю в залежності від моделей надається міжнародна офіційна письмова гарантія 25, 30, 50 років, Lifetime.  
Бітумна черепиця Owens Corning поєднує в собі чудову якість з довговічною красою і максимумом захисту. Головною рисою будь-якого покрівельного матеріалу Owens Corning є ефективність.
Офіційним дистриб'ютором на території України є компанія ''НВН ПЛЮС''.

### Katepal (RUFLEX)
Katepal (RUFLEX) виготовляється у Фінляндії на заводі KATEPAL OY, заснованому в 1949 році, який випускає широкий асортимент покрівельних і гідроізоляційних матеріалів і є провідним виробником покрівельної продукції у Фінляндії. Популярність в Україні Катепал отримав через високу якість продукції. Покрівельна плитка Katepal використовується для покриття дахів з ухилом від одинадцяти до дев'яносто градусів. Черепиця Катепал входить у п'ять оригінальних колекцій, три геометричні форми (прямокутна, шестикутна і ромбоподібна) і колірну гамма з 23 кольорів. Завдяки значній еластичності цей матеріал легко монтується на покрівлі складної геометричної форми. Основою плитки Katepal служить неткане склополотно підвищеної міцності, з обох сторін покрите якісним СБС-модифікованим бітумом на верхній шар якого нанесені натуральні мінеральні або кам'яні гранули, що надають черепиці різноманітні колірні відтінки, що захищають від впливів навколишнього середовища і забезпечують тривалий термін експлуатації. Самоклеюча нижня частина черепиці з гумобітуму, виробленого за спеціальною технологією, забезпечує достатню адгезію і виключає витікання клею з-під ґонту. Система перекриття швів дозволяє досягти абсолютної герметичності покрівлі.
Виробник KATEPAL надає на свою продукцію гарантію 25 років; реальний термін служби такого матеріалу досягає до 40 років і більше.

### KERABIT
Бітумна черепиця KERABIT виробляються з СБС-модифікованого бітуму, відповідно до європейського стандарту EN 544; Фінським концерном Lemminkäinen(засновано в 1910 році). У липні 2008 року концерн LEMMINKAINEN почав випуск нової бітумної черепиці; технологія виробництва якої відрізняється від традиційної. Замість кварцового піску, який використовувався у виробничому процесі, на зворотну поверхню черепиці почали наплавляти захисну HDPE-плівку (HDPE-плівка є додатковою гідроізоляцією), це дозволило зменшити вагу 1 кв.м. черепиці до 7 кг, на відміну від 8 і більше раніше. Продукція підтверджується наданням письмової гарантії виробника на 25 років.

### IKO
Компанія IKO Sales International почала з 1954 року виробництво бітумної черепиці в Канаді. В даний час продукція IKO виробляється на 20 заводах в Америці та Європі відповідно до європейського стандарту EN -544. На сьогоднішній день компаня має виробництва в Канаді, США, Англії, Бельгії, Голландії, Франції та Словаччини. Замкнутий цикл виробництва, дозволяє домогтися постійно високої якості продукції, що випускається. Заводи з виробництва бітумної черепиці не залежать від сторонніх постачальників сировини. Всі компоненти бітумної черепиці (бітум, склохолст, базальтовий гранулят і його фарбування) виробляються на власних заводах входять в концерн IKO.